# 野島樺乃
野島 樺乃（のじま かの、2001年〈平成13年〉9月6日 - ）は、日本の歌手。女性ボーカルグループet-アンド-の元メンバー（リーダー）であり、女性アイドルグループSKE48の元メンバーである。
愛知県瀬戸市出身。ゼスト所属。

## 略歴

### 2015年
- 3月15日、SKE48第7期生オーディション合格発表。
- 3月22日、SKE48ニコ生特番において、7期生として初めてお披露目される。
- 3月31日、パシフィコ横浜での『コケティッシュ渋滞中』リリースイベントにて、7期生お披露目ライブ。
- 5月8日、チームE 4th Stage「手をつなぎながら」公演でバックダンサーでデビュー。
- 10月23日、チームS 5th Stage「制服の芽」公演アンダーで、劇場デビュー。
- 11月28日、「SKE48冬コン2015 名古屋再始動。～珠理奈が帰ってきた～ ひと足お先にXmas!ユニット祭り（夜公演）」に、正規メンバーへの昇格とチームSへの所属が発表される。

### 2019年
- 1月11日に行われた「AKB48グループ歌唱力No.1決定戦」で優勝する[3]。
- 5月17日、SKE48劇場でソロ公演を行う[4]。
- 7月24日発売のSKE48 25thシングル「FRUSTRATION」で初選抜される。

### 2021年
- 3月13日、「SKE48非公式ちゃんねる Presents SKE48公式LIVE」で「野島樺乃ソロLIVE 希望とは…」を開催した[5]。
- 4月21日、SKE48 teamS「重ねた足跡」公演で、卒業発表をした[6]。卒業後は、「ゼスト」所属のボーカルグループの「&」として活動予定[7]。
- 6月14日、SKE48劇場で「野島樺乃3rdソロLIVE」を行う。アンコールで「&」の初披露をした[8]。
- 6月30日、「第3回AKB48グループ歌唱力No.1決定戦」ファイナリスト9名によるユニットのNona Diamondsの一員として、はじまりの唄でCDデビュー[9]。
- 同日(6月30日)、SKE48を卒業した。(SKE48の卒業後も、Nona Diamondsとしての活動は継続とのこと[要出典]。)
- 7月21日、「＆」の一員として、1stデジタルシングル「#tokyo」[10]でデビュー。

### 2025年
- 3月31日、et-アンド- 解散。
- 4月1日、ソロシンガーとして活動開始。
- 4月16日、配信シングル「ONE」でソロデビュー[11]。
- 5月10日、個人ファンクラブを開設[12]。

## 人物
- 愛称は、かのちゃん、のじのじ[1]。
- キャッチフレーズは、「かのちゃんコールが聴きたいな？ (かのちゃーん！) どんな時でもテンション (MAX！)」を使用している[1]。
- 趣味は、料理、カラオケ、映画鑑賞[1]。
- 尊敬している人物に北川綾巴を挙げている[13]。
- 将来の夢はモデル、SKE48のエース[1]。歌で惹きつけられる人になりたいとのこと[14]。
- 好きなスポーツはサッカーでサッカー日本代表[15]および地元の名古屋グランパスエイトのことを応援している[16][17]。
- et-アンド-では、リーダーを務めていた。

## SKE48在籍時の参加曲

### シングル選抜曲
SKE48名義
- 「前のめり」に収録
  - 制服を着た名探偵 - 「ドリーミング ガールズ」名義
- 「チキンLINE」に収録
  - 彼女がいる - 「Team S」 名義
- 「金の愛、銀の愛」に収録
  - いい人いい人詐欺 - 「やんちゃな天使とやさしい悪魔」名義
- 「意外にマンゴー」に収録
  - パーティーには行きたくない - 「Team S」名義
- 「無意識の色」に収録
  - 触らぬロマンス - 「サクララブレター32」名義
- 「いきなりパンチライン」に収録
  - Parting shot - 「Team S」名義
  - 花の香りのシンフォニー - 「Passion For You 選抜」名義
- 「Stand by you」に収録
  - 凍える前に - 「Team S」名義
  - 神様は見捨てない
- FRUSTRATION
  - 夢の在処へ（ソロ）
- ソーユートコあるよね?
- 恋落ちフラグ
  - あの頃のロッカー - 「Passion For You選抜」名義

Nona Diamonds名義
- はじまりの唄
  - 365日の紙飛行機（ファイナリストLIVE ver.）
  - また あなたのことを考えてた（ファイナリストLIVE ver.）

### アルバム選抜曲
SKE48名義
- 『革命の丘』に収録
  - 制服を脱ぎたくなって来た

### 劇場公演ユニット曲
チームS 5th Stage「制服の芽」
チームS 6th Stage「重ねた足跡」
- コップの中の木漏れ日

## 出演

### CM
- 湖山医療福祉グループ[18]

### イベント
- SASASHIMA XMAS LIGHTS 2019 (2019年12月22日)[19]
- アルペンアウトドアーズ プレゼンツ『HAKUBAヤッホー！FESTIVAL 2022』オープニングアクト（2022年5月21日～22日）

### 舞台
- 劇団ミュ Op.2 ミュージカル『추락 -墜落-』（2024年10月17日 - 28日、ウッディシアター中目黒）[20]

### 配信シングル
- 「ONE」 - 2025プレナスなでしこリーグ1部YouTube配信公式テーマソング